# Антрацит (град)
Антрацит (до 1962 г. – Боково-Антрацит) е място с областно значение в Луганска област, административен център на Антрацитски район без да е част от него. Населението му е 52 353 души (2021). Понастоящем е част от Луганската народна република, в състава на Руската Федерация.

## География
Град Антрацит е център на Антрацитския район в Луганска област и се намира в североизточната част на Донецкия хребет на 30 km югозападно от Луганск, на 130 km североизток от Донецк, на автомагистрала E50M03 (Харков – Ростов на Дон). Градът се намира в степен район с клисури, планини, реки, близо до границата с Русия – на 32 km от руската Ростовска област. Площта на община Антрацит е 61 km², а на града – 29 km². Дължината на града е 9,2 km от север на юг и 7,8 km от изток на запад.
Има малки притоци на реките Наголна и Миус, както и изкуствени водоеми и подземни езера.
Градът се намира на надморска височина между 240 и 250 m. Антрацит се намира в континенталния климатичен пояс със сухи лета и зими с умерени валежи и сняг. Средната температура в най-топлия месец (юли) е 23°C, а през най-студения (януари) – от -5 °C до -7 °C. Максималната температура през лятото достига 42 °C, а минималната през зимата – -40 °C. Средната сума на валежите е от 150 mm до 320 mm с голяма амплитуда през годината. Средната височина на снежната покривка е 6 – 11 sm.
|  | Тази страница частично или изцяло представлява превод на страницата „Антрацит (місто)“ в Уикипедия на украински. Оригиналният текст, както и този превод, са защитени от Лиценза „Криейтив Комънс – Признание – Споделяне на споделеното“, а за съдържание, създадено преди юни 2009 година – от Лиценза за свободна документация на ГНУ. Прегледайте историята на редакциите на оригиналната страница, както и на преводната страница, за да видите списъка на съавторите. ВАЖНО: Този шаблон се отнася единствено до авторските права върху съдържанието на статията. Добавянето му не отменя изискването да се посочват конкретни източници на твърденията, които да бъдат благонадеждни. |